# Антоанета Амалия фон Брауншвайг-Волфенбютел
Антоанета Амалия фон Брауншвайг-Волфенбютел (на немски: Antoinette Amalie von Braunschweig-Wolfenbüttel; * 22 април 1696, Волфенбютел; † 6 март 1762, Брауншвайг) е принцеса от Брауншвайг-Волфенбютел от род Велфи (Нов Дом Брауншвайг) и чрез женитба херцогиня на Брауншвайг-Люнебург (1712 – 1735) и княгиня на Брауншвайг-Волфенбютел (1735).

## Живот
Тя е най-малката дъщеря на херцог Лудвиг Рудолф фон Брауншвайг-Волфенбютел (1671 – 1735) и принцеса Кристина Луиза фон Йотинген-Йотинген (1671 – 1747). Нейната сестра Елизабет Кристина (1691 – 1750) е омъжена от 1708 г. за император Карл VI, a сестра ѝ Шарлота (1694 – 1715) е омъжена от 1711 г. за царевич Алексей Петрович от Русия.
Антоанета Амалия се омъжва на 15 октомври 1712 г. в Брауншвайг за херцог Фердинанд Албрехт II (1680 – 1735), от род Велфи, херцог на Брауншвайг и Люнебург, от 1687 до 1735 г. херцог на Брауншвайг-Волфенбютел-Беверн, и трябва да поеме през 1735 г. Брауншвайг-Волфенбютел, но умира неочаквано на 13 септември 1735 г. Бракът е много щастлив.
Тя живее 27 години повече от съпруга си. Омъжва дъщеря си Луиза за принц Август Вилхелм Пруски, и Юлиана за крал Фредерик V от Дания. Нейният син Антон Улрих се жени за принцеса Елизабет Катарина Христина (Анна Леополдовна) от Мекленбург-Шверин.
Антоанета Амалия живее след смъртта на нейния съпруг в дворец Антоанетенруе във Волфенбютел, който баща ѝ Лудвиг Рудолф построява през 1733 г. за нея като лятна резиденция. Тя умира обаче в Брауншвайг. От 1762 г. нейните 1313 книги от частната ѝ библиотека са собственост на „Херцог Август библиотеката“ (HAB) във Волфенбютел.

## Деца
Антоанета Амалия и Фердинанд Албрехт II имат осем сина и шест дъщери:
- Карл I (1713 – 1780), херцог на Брауншвайг и Люнебург, княз на Брауншвайг-Волфенбютел, ∞ 1733 г. Филипина Шарлота Пруска (1716 – 1801)
- Антон Улрих (1714 – 1774), херцог на Брауншвайг и Люнебург, руски генералисимус, ∞ 1739 г. Анна Леополдовна от Русия
- Елизабет Христина (1715 – 1797), ∞ 1733 г. Фридрих II крал на Прусия
- Лудвиг Ернст (1718 – 1788), херцог на Брауншвайг и Люнебург, нидерландски генералкапитан и регент
- Август (1719 – 1720)
- Фридерика (1719 – 1772)
- Фердинанд (1721 – 1792), херцог на Брауншвайг и Люнебург, генерал-фелдмаршал
- Луиза (1722 – 1780) ∞ 1742 г. Август Вилхелм Пруски (1722 – 1758)
- София Антония (1724 – 1802) ∞ Ернст Фридрих от Саксония-Кобург-Заалфелд
- Албрехт (1725 – 1745), херцог на Брауншвайг и Люнебург, генералмайор
- Шарлота (1725 – 1766)
- Тереза (1728 – 1778), абатиса на Гандерсхайм
- Юлиана (1729 – 1796) ∞ 1752 г. Фредерик V от Дания (1723 – 1766)
- Фридрих Вилхелм (1731 – 1732), херцог на Брауншвайг и Люнебург
- Фридрих Франц (1732 – 1758), херцог на Брауншвайг и Люнебург, пруски генералмайор